# Klaus J. Stöhlker
Klaus Jürgen Stöhlker (* 8. Juli 1941 in Ludwigshafen am Rhein) ist ein deutsch-schweizerischer PR-Berater, Publizist, Unternehmer und Autor.

## Leben
Stöhlker wuchs in einer Beamtenfamilie mit zwei Geschwistern in Ludwigshafen am Rhein auf. Er machte das Abitur und arbeitete dann als Fernsehjournalist beim Südwestfunk Baden-Baden und als Redaktor der Neuen Rhein-Ruhr Zeitung. 1970 kam er als PR-Berater in die Agentur Farner nach Zürich. 1982 gründete er in Zollikon ein eigenes Unternehmen für Beratung, Öffentlichkeitsarbeit und Unternehmensstrategie. Er publizierte und kommentierte regelmässig in Schweizer Medien.
Stöhlker verfasste in den 1980er Jahren die «Wahlkampf-Fibel von A bis Z» für die Schweizerische Volkspartei. Da er darin Politiker zum Vertuschen anleitete, wurde er von der Schweizerischen Public Relations Gesellschaft (SPRG) ausgeschlossen.
2003 übergab er die operative Geschäftsführung seinen Söhnen Fidel und Raoul und verblieb nur noch im Verwaltungsrat. Im gleichen Jahr begann der Start seiner dritten Karriere nach zwei vorgängigen als Journalist und PR-Berater. Er wurde Autor zahlreicher Medien, darunter der bekannte Zürcher Finanzblog insideparadeplatz.ch und die Wochenzeitung Weltwoche.

## Familie
Stöhlker ist verheiratet mit der Schweizerin Paula Stöhlker-Vogel und lebt in Zollikon.

## Werke
- Bedrohte Schweiz - wohin? Utzinger/Stemmle, Rieden bei Baden 1995. ISBN 3-908688-20-5.
- Wahlkampf von A bis Z. Utzinger/Stemmle, Rieden bei Baden 1997. ISBN 3-908688-24-8.
- Wer richtig kommuniziert, wird reich. PR als Schlüssel zum Erfolg. Redline, Zürich 2001. ISBN 978-3-86881-449-1.
- Schweiz im Blindflug. Das Ende der letzten Staatsutopie. Orell Füssli, Zürich 2002. ISBN 3-280-05005-7.
- Adieu la Suisse – Good morning Switzerland. Orell Füssli, Zürich 2003. ISBN 3-280-06007-9.
- Denken Reden Handeln. Für Euro-Kommunikation gegen US-Marketing. Orell Füssli, Zürich 2005. ISBN 3-280-05119-3.
- Föhnsturm über der Schweiz. Klaus J. Stöhlkers Kolumnen in der Südostschweiz. Südostschweiz, 2013. ISBN 978-3-906064-08-6.
- Hat die Wirtschaft ein Gewissen? Ein Streitgespräch über Ethik und Markt. (mit Thomas Gröbly) Versus, Zürich 2014. ISBN 978-3-03909-222-2.
- Die Schweiz im Herbst. Der Kampf um das schönste Land der Welt. Offizin, Zürich 2015. ISBN 978-3-906276-13-7.

### Audio
- Denken - Reden – Handeln. Euro-Kommunikation gegen US-Marketing. Hörbuch.